# Баскетболистка № 5
«Баскетболистка № 5» (кит. упр. 女篮五号, пиньинь Nǚlán Wǔ Hào) — китайский кинофильм, снятый в 1957 году. Первый в КНР цветной фильм на спортивную тематику, является также дебютной работой впоследствии ставшего одним из классиков китайского кинематографа, режиссёра Се Цзиня. Фильм резко выделялся на фоне китайской кинопродукции того периода: фильм о молодёжи, о спорте, в то время, как в большинстве китайских фильмов 1950-х годов показывалась жизнь рабочих и крестьян, а также фильмы из армейской жизни или про шпионов. С мая 1958 года фильм демонстрировался в кинопрокате СССР.

## Сюжет
Ещё до образования Китайской Народной Республики Линь Цзе, дочь тренера баскетбольной команды в Шанхае, влюбляется в ведущего игрока команды Тянь Чжэньхуа. Во время игры с иностранными моряками, тренер берёт взятку и приказывает команде проиграть. Однако, Тянь, убеждённый патриот Китая, приводит команду к победе против воли тренера. После этого тренер нанимает головорезов, избивающих Тяня, а свою дочь принуждает выйти замуж за богатого человека.
Проходит 18 лет, действие перемещается в 1950-е годы, первые годы строительства социализма в КНР. Тянь теперь сам стал тренером, занимаясь с женской баскетбольной командой. Среди его воспитанниц оказывается Сяо Цзе, дочь Линь Цзе. Тянь вынужден вырастить из неё талантливую спортсменку и терпеливо помогает ей во всём, несмотря на её несносный характер. Девушка она талантливая, но совершенно неуправляемая и с предубеждением относится к своей спортивной карьере.
Однажды, во время игры, Сяо Цзе будет травмирована и госпитализирована. Тянь и Линь Цзе случайно встретятся при посещении больной и понимают, что их чувства не угасли. 
Позднее Сяо Цзе будет играть за национальную сборную Китая и примет участие в международных соревнованиях.